# Критерий за устойчивост на Михайлов
Критерият за устойчивост на Михайлов е един от начините за анализ на устойчивостта на линейна стационарна динамична система. Заедно с критерия за устойчивост на Найкуист е от групата на честотните критерии за устойчивост, за разлика от алгебричните критерии за устойчивост като критерия на Раус и критерия на Хурвиц.
Критерият за устойчивост на Михайлов е предложен през 1938 г. от А. В. Михайлов и е доста удобен за анализ на линейни системи, особено от висок порядък. Оценката на устойчивостта на системата по този критерий се извършва въз основа на построената графика на амплитудно-фазово-честотната характеристика (ходограф на Михайлов).

## Формулировка
В характеристичния полином на затворена система
{\displaystyle D(p)=a_{0}p^{n}+a_{1}p^{n-1}+...+a_{n}}
се замества {\displaystyle p=j\omega }, където ω  е ъгловата честота на трептенията, които съответстват на имагинерния корен на характеристичното уравнение {\displaystyle D(p)=0}:
{\displaystyle D(j\omega )=X(\omega )+jY(\omega )=A(\omega )e^{j\psi (\omega )}}
Реалната и имагинерната части на полинома са:
{\displaystyle X(\omega )=a_{n}-a_{n-2}\omega ^{2}+...}
{\displaystyle Y(\omega )=a_{n-1}\omega -a_{n-3}\omega ^{3}+...}
На всяка честота {\displaystyle \omega } съответства точка от комплексната равнина с координати {\displaystyle X(\omega )} и {\displaystyle Y(\omega )}, която е връх на вектора {\displaystyle D(j\omega )}, който започва от началото на координатната система [0 ; 0]. При изменение на честотата от 0 до ∞ върхът на вектора описва линия, наречена ходограф на Михайлов. 
Критерий на Михайлов:

| „ | За да бъде устойчива линейна система от {\displaystyle n}-ти ред, е необходимо и достатъчно при изменение на честотата {\displaystyle \omega } от 0 до ∞, честотният ходограф на Михайлов, построен от всички точки с координати {\displaystyle X(\omega ),Y(\omega )}, започвайки от положителната реална полуос на комплексната равнина, да преминава последователно през {\displaystyle n} координатни квадранта без да става равен на 0. | “ |

{\displaystyle D(p)=a_{0}(p-p_{1})(p-p_{2})...(p-p_{n})}
{\displaystyle p=j\omega \Rightarrow D(j\omega )=a_{0}(j\omega -p_{1})(j\omega -p_{2})...(j\omega -p_{n})}
Следствие на Михайлов:

| „ | За да бъде устойчива линейна система от {\displaystyle n}-ти ред, е необходимо и достатъчно при изменение на честотата {\displaystyle \omega } от 0 до ∞, векторът на честотния ходограф на Михайлов {\displaystyle D(j\omega )=X(\omega )+jY(\omega )}, започвайки от положителната реална полуос на комплексната равнина, да се върти в една посока като описва ъгъл {\displaystyle n.\pi } без да става равен на 0. | “ |

Известни са обобщения на критерия за системи за автоматично управление със закъснение, за импулсни системи, както и аналози на този критерий за нелинейни системи за автоматично регулиране.